# الهيئة الفيزيائية المعيارية للكويكبات
الهيئة الفيزيائية المعيارية للكويكبات لا شيء تقريبا معروف بالنسبة لغالبية الكويكبات التي تم احصاؤها سوى بعض المعطيات المادية والعناصر المدارية وبعض الخصائص الفيزيائية وغالبا ما يتم تقديرها فقط. يتم تحديد البيانات الفعلية من خلال وضع افتراضات قياسية معينة.

## الأبعاد
المصدر المعتاد للقطر هو البيانات من القمر الصناعي إراس لمسح الكواكب الصغيرة. و تجربة ميدكورس الفضائية لمسح الكواكب الصغيرة (متاحة في نظام البيانات الكوكبية وحدة الأجسام الصغيرة).
بالنسبة للكثير من الكويكبات، يوفر تحليل المنحنيات الضوئية تقديرات عن اتجاه القطب ونسبة القطر. قبل عام 1995 تمت جدولة التقديرات التي تم جمعها بير ماجنوسون في نظام البيانات الكويكبية  مع البيانات الأكثر موثوقية والتي جري توليفها وسميت في جداول البيانات باسم موالفة (بالإنجليزية: Synth)‏. يتم جمع القرارات الأكثر حداثة عن العشرات من الكويكبات في الموقع الاليكتروني لمجموعة الأبحاث الفنلندية في هلسنكي والتي تدير حملة منهجية لتحديد الاقطاب ونماذج الاشكال عبرالمنحنيات الضوئية.
ويمكن استخدام هذه البيانات للحصول على تقدير أفضل للأبعاد. وعادة ما تعطى أبعاد الجسم كشكل سطح إهليلجي ثلاثي المحور، المحاور التي يتم سردها بترتيب متناقص (بالإنجليزية: a×b×c)‏. إذا كان لدينا نسب القطر μ = a/b و ν = b/cمن المنحنيات الضوئية، ومتوسط القطر d من إراس، واحد يحدد المتوسط الهندسي للأقطار {\displaystyle d=(abc)^{\frac {1}{3}}\,\!} لتحقيق الاتساق، ويحصل على الأقطار الثلاثة:
{\displaystyle a=d\,(\mu ^{2}\nu )^{\frac {1}{3}}\,\!}
{\displaystyle b=d\,\left({\frac {\nu }{\mu }}\right)^{\frac {1}{3}}\,\!}
{\displaystyle c={\frac {d}{(\nu ^{2}\mu )^{\frac {1}{3}}}}\,\!}

## الكتلة
ما لم يتم تحديد الكتلة التفصيلية، على سبيل المثال يمكن تقدير الكتلة M من قطر وقيمة الكثافة ρ (المفترضة) ليتم العمل بها على النحو التالي:
{\displaystyle M={\frac {\pi abc\rho }{6}}\,\!}
ويمكن الإشارة إلى هذه التقديرات على أنها تقريبية باستخدام التلدة "~". إلى جانب هذه «التقديرات»، يمكن الحصول على كتل الكويكبات الكبيرة عن طريق حل الاضطرابات التي تسببها في مدارات بعضها البعض، أو عندما يكون للكويكب رفيق يدور حول دائرة نصف قطرها المداري معروف. كتل الكويكبات الأكبر سيريس، 2 باللاس، 4 فيستا يمكن الحصول عليها أيضًا من اضطرابات كوكب المريخ. في حين أن هذه الاضطرابات صغيرة، إلا أنه يمكن قياسها بدقة من بيانات قياس الرادار المرسلة من الأرض إلى المركبة الفضائية على سطح المريخ، على سبيل المثال برنامج فايكينغ لناسا.

## الكثافة
بغض النظر عن العدد القليل من الكويكبات التي تم التحقيق في كثافاتها، على المرء أن يلجأ إلى التخمين المستنير. انظر كاري للحصول على ملخص.
بالنسبة للعديد من الكويكبات قيمة ρ~2 g/cm3 كانت افتراضية.
ومع ذلك، تعتمد الكثافة على النوع الطيفي للكويكب. كراسينسكي وآخرون يعطون حسابات لمتوسط كثافات الكويكبات من الفئة C و S و M ك 1.38 و 2.71 و 5.32 g/cm3. (هنا "C" شملت الفئات ثولين C و D و P و T و B و G و F ، بينما "S" شملت الفئات ثولين S و K و Q و V و R و A و E). على افتراض أن هذه القيم (بلاد من القيمة الحالية ~2 g/cm3) هي تخمين أفضل.

## الجاذبية السطحية

### الجسم الكروي
بالنسبة للجسم الكروي، يتم إعطاء تسارع الجاذبية على السطح (g) باستخدام:
{\displaystyle g_{\rm {spherical}}={\frac {GM}{r^{2}}}\,\!}
حيث أن
G = 6.6742×10−11 m3s−2kg−1 هي ثابت الجاذبية، M هي كتلة الجسم، وr نصف قطره.

### الجسم غير النظامي
تختلف الجاذبية السطحية اللأجسام ذات الشكل غير المنتظم بشكل ملحوظ مع الموقع. والصيغة أعلاه إذا هي مجرد تقريب حيث أن الحسابات تصبح أكثر تشاركية. عادة ما تكون قيمة g في النقاط السطحية الأقرب إلى مركز الكتلة أكبر إلى حد ما مما هي عليه في النقاط السطحية الأبعد.

### القوة المركزية
على الجسم الدوار، يقل الوزن الظاهري للجسم الموجود على السطح بفعل قوة الجذب المركزي عندما يكون المرء بعيدًا عن القطبين. تسارع الجاذبية الذي تم اختباره عند خط العرض θ هو:
{\displaystyle g_{\rm {centrifugal}}=-\left({\frac {2\pi }{T}}\right)^{2}r\sin \theta }
حيث أن T هي فترة الدوران بالثواني، r هي نصف القطر الاستوائي، و θ هو خط العرض. يزداد حجمها عندما يكون المرء في خط الاستواء، و sinθ=1. تشير الإشارة السالبة إلى أنها تعمل في الاتجاه المعاكس لتسارع الجاذبية g.
التسارع الفعال هو:
{\displaystyle g_{\rm {effective}}=g_{\rm {gravitational}}+g_{\rm {centrifugal}}\ .}

### ثنائيات وثيقة
إذا كان الجسم المعني عضوًا في ثنائي وثيق مع مكونات كتلة قابلة للمقارنة، فقد يكون تأثير الجسم الثاني أيضًا لا يستهان به.

## السرعة الاتجاهية للهروب
للجاذبية السطحيةg ونصف القطر r للجسم المتماثل الكروي، تكون سرعة الهروب هي:
{\displaystyle v_{e}={\sqrt {\frac {2GM}{r}}}}

## فترة الدوران
تأخذ فترة التناوب في العادة من معلمات المنحنيات الضوئية في نظام البيانات الكوكبية.

## الفئة الطيفية
عادة ما تؤخذ التصنيفات_المعاصرة من تصنيف_ثولين في نظام البيانات الكوكبية.

## الحجم المطلق
عادة ما يعطى الحجم المطلق عن طريق مسح الكواكب البسيط من إراس.

## البياض (الوضاءة)
عادة ما يعطى البياض (الوضاءة) عن طريق مسح الكواكب البسيط من إراس. أو مسح الكواكب البسيط من MSX (متوفر في نظام البيانات الكوكبية). هذه هو البياض الهندسي. إذا لم يكن هنالك أية بيانات من IRAS/MSX يمكن استخدام متوسط تقريبي قدره 0.1.

## درجة حرارة السطح

### متوسط
إن أبسط طريقة تعطي نتائج معقولة هي افتراض أن الكويكب يتصرف كجسم رمادي في حالة توازن مع الإشعاع الشمسي الساقط. ثم يتم الحصول على متوسط درجة الحرارة عن طريق المساواة بين متوسط الحادث والطاقة الحرارية المشعة. إجمالي قوة الحادث هي:
{\displaystyle R_{\mathrm {in} }={\frac {(1-A)L_{0}\pi r^{2}}{4\pi a^{2}}},}
حيث أن {\displaystyle A\,\!} بياض الكويكب،(وعلى وجه التحديد، وضاءة بوند)، {\displaystyle a\,\!} لها محور شبه رئيسي {\displaystyle L_{0}\,\!} هو السطوع الشمسي (مثال إجمالي ناتج الطاقة 3.827×1026 W) و {\displaystyle r} نصف قطر الكويكب. على افتراض أن الامتصاصية هي {\displaystyle 1-A}، الكويكب كروي، وهو على مدار دائري، وأن إنتاج طاقة الشمس متوحد الخواص.
باستخدام نسخة رمادية من قانون ستيفان بولتزمان ، فإن القوة المشعة (من كامل السطح الكروي للكويكب) هي:
{\displaystyle R_{\mathrm {out} }=4\pi r^{2}\epsilon \sigma T^{4}{\frac {}{}},}
حيث أن {\displaystyle \sigma \,\!} هي قانون ستيفان بولتزمان (5.6704×10−8 W/m²K4)، و{\displaystyle T} هي درجة الحرارة بالكلفن و {\displaystyle \epsilon \,\!} هي انبعاثية الأشعة تحت الحمراء للكويكب. مساواه {\displaystyle R_{\mathrm {in} }=R_{\mathrm {out} }} واحدة يحصل
{\displaystyle T=\left({\frac {(1-A)L_{0}}{\epsilon \sigma 16\pi a^{2}}}\right)^{1/4}\,\!}
القيمة القياسية لـ{\displaystyle \epsilon } هي 0.9، مقدرة من الملاحظات التفصيلية لعدد قليل من الكويكبات الكبيرة المستخدمة. في حين أن هذه الطريقة تعطي تقديرا جيدا إلى حد ما من متوسط درجة حرارة السطح، ولكن درجة الحرارة المحلية تختلف اختلافا كبيرا، كما هو الحال بالنسبة للكواكب التي ليس لها غلاف جوي.

### أقصى
بافتراض أن الشمس فوق السطح يمكننا الحصول على تقدير تقريبي لدرجة الحرارة القصوى، حيث يكون السطح في حالة توازن حراري مع الإشعاع الشمسي اللحظي. وهذا يعطي متوسط درجة حرارة:
{\displaystyle T_{ss}={\sqrt {2}}\,T\approx 1.41\,T,}
حيث أن {\displaystyle T} هو متوسط درجة الحرارة المحسوب على النحو الوارد أعلاه.
في «الحضيض الشمسي»، يتم تعظيم الإشعاع، و
{\displaystyle T_{ss}^{\rm {max}}={\sqrt {\frac {2}{1-e}}}\ T,}
حيث أن {\displaystyle e\,\!} هو الانحراف المداري عن المدار.

### قياسات درجة الحرارة وتغيرات درجة الحرارة العادية
عادة ما يتم الجمع بين ملاحظات الأشعة تحت الحمراء مع البياض لقياس درجة الحرارة بشكل مباشر أكثر. هذه هي القياسات ليوم مراقبة معين، ودرجة حرارة سطح الكويكب سوف تتغير بطريقة منتظمة اعتمادا على بعده عن الشمس. من حساب ستيفان بولتزمان أعلاه
{\displaystyle T={\rm {constant}}\times {\frac {1}{\sqrt {d}}},}
حيث أن{\displaystyle d\,\!} هي المسافة من الشمس في أي يوم معين. إذا كان يوم الملاحظات ذي الصلة معروفًا، فإنه من يمكن الحصول على المسافة من الشمس في ذلك اليوم عبر الإنترنت على سبيل المثال الآلة الحسابية للمدار التي توفرها ناسا، ويمكن الحصول على تقديرات درجات الحرارة المقابلة عند الحضيض، والأوج، وما إلى ذلك من التعبيرات أعلاه.

### مشكلة عدم الدقة البياض (الوضاءة)
هناك عقبة عند استخدام هذه التعبيرات لتقدير درجة حرارة كويكب معين. يتطلب الحساب عامل وضاءة بوند A (نسبة إجمالي الطاقة الواردة المنعكسة، مع الأخذ في الاعتبار جميع الاتجاهات)، في حين أن بيانات وضاءة إراس وMSX المتاحة للكويكبات تعطي فقط البياض الهندسي p الذي يميز فقط قوة الضوء المنعكس مرة أخرى إلى المصدر (الشمس).
في حين أن هذين البياضين مرتبطين، إلا أن العامل العددي بينهما يعتمد بطريقة لا نظير لها على خصائص السطح. القياسات الفعلية لوضاءة بوند ليست وشيكة بالنسبة لغالبية الكويكبات لأنها تتطلب قياسات من زوايا الطور العالي التي لا يمكن الحصول عليها إلا بواسطة مركبة فضائية تمر بالقرب من حزام الكويكبات أو خارجه. بعض النماذج المعقدة للخواص السطحية والحرارية يمكن أن تؤدي إلى تقديرات لوضاءة بوند.
لعدم وجود بديل أفضل لمعظم الكويكبات، فإن أفضل ما يمكن القيام به هنا هو افتراض أن هذين البياضين متساويين، مع الأخذ بعين الاعتبار أن هناك عدم دقة متأصل في قيم درجة الحرارة الناتجة.
ما هو حجم عدم الدقة هذا؟?
نظرة على الأمثلة في هذا الجدول يظهر أنه بالنسبة للهيئات في نطاق بياض الكويكب، الفرق النموذجي بين وضاءة بوند والبياض الهندسي هو 20 ٪ أو أقل، مع احتمالة أن يكون الفرق أكبر من ذلك. بما أن درجة الحرارة المحسوبة تختلف كما (1-A)1/4 فإن الاعتماد ضعيف إلى حد ما بالنسبة للكويكب النموذجي قيم A≈p هي 0.05−0.3.
وجد أن الدقة المعتادة في حساب درجة الحرارة من هذا المصدر وحده تبلغ حوالي 2٪. هذا يترجم إلى حالة عدم اليقين بما يعادل ±5 K لدرجات الحرارة القصوى.

## بيانات شائعة أخرى
يمكن العثور على بعض المعلومات الأخرى المتعلقة بأعداد كبيرة من الكويكبات في عقدة الكواكب الصغيرة لنظام الكواكب.
يتم توفير معلومات محدثة عن اتجاه القطب لعشرات الكويكبات من قبل ميكو كاسالاينين  ويمكن استخدامها لتحديد الميل المحوري.
مصدر آخر للمعلومات المفيدة هو الآلة حاسبة للمدار من ناسا.

## روابط خارجية
- The Planetary Data System (PDS) Small Bodies Node